# Antoine Arbogast
Louis François Antoine Arbogast (Mutzig, 4 ottobre 1759 – Strasburgo, 18 aprile 1803) è stato un matematico francese, che contribuì alla formalizzazione della analisi matematica.
È stato professore di matematica anche al Collège de Colmar ed ha condotto importanti ricerche nel campo dell'analisi.
Introdusse sia il simbolo {\displaystyle n!} per indicare il fattoriale, sia per la derivazione la notazione {\displaystyle Df}, alternativa da quella di Leibniz, quella di Newton, e quella di Lagrange, comunque distinta dal differenziale (che veniva già scritto con {\displaystyle df}).
Egli è stato il primo scrittore a separare i simboli di funzionamento da quelli di quantità. Il problema era già sorto nella disputa fra Leibniz e Newton in cui il primo sottolineava la differenziazione ed il secondo la flussione, attribuendo alla derivata anche l'utilità nello studio dei moti e specificatamente nella variazione dei medesimi in relazioni a due variabili; solitamente s di spazio e t di tempo.
Arbogast è andato ben al di là di Eulero nel tipo di funzioni introdotte attraverso l'integrazione, in quanto sosteneva che le funzioni potrebbero essere discontinue non solo nel senso limitato di Eulero, ma in senso più generale: ciò ha definito la consistenza geometrica ed algebrica di numerose funzioni composte che diversamente non sarebbero state mai risolte sul piano grafico. È da questi studi che i valori assoluti indicati con {\displaystyle |x|} e sostituiti con {\displaystyle x} solo se {\displaystyle x\geq 0}, vennero indicati con {\displaystyle -x} se {\displaystyle x<0}. Questa modifica apparentemente formale introdusse un nuovo concetto di discontinuità (detta di prima specie), ossia quella in cui i limiti destro e sinistro in un punto della funzione non si eguagliano e producono una differenza di ordinate detto salto della funzione (per definizione finito).
Il concetto di discontinuità è associato a tre tipi fondamentali di fenomeni che si verificano in un intorno di una precisata funzione: il primo tipo è la discontinuità a salto, il secondo quello asintotico, il terzo quello eliminabile. L'opera di Arbogast ha il pregio di considerare separatamente le tre discontinuità verificando che ognuna può essere utilizzata proficuamente nell'analisi di una funzione. Nel primo caso infatti il salto implica un punto in cui la funzione derivata prima assumerà un andamento anomalo, nel secondo la discontinuità consentirà di definire l'andamento locale della funzione attraverso una retta a cui la funzione converge approssimandosi al limite. Nel terzo caso la discontinuità è eliminabile attribuendo al punto critico il valore del limite al punto critico (nonostante le funzioni discontinue non siano derivabili questa pratica è soddisfacente nella maggior parte dei casi).